# Eupithecia tomillata
Eupithecia tomillata är en fjärilsart som beskrevs av Pierre Chrétien 1904. Eupithecia tomillata ingår i släktet Eupithecia och familjen mätare. Inga underarter finns listade i Catalogue of Life.